# Justin Taylor (historicus)
Justin Taylor (Wellington, Nieuw-Zeeland, 1943) is een Nieuw-Zeelands priester en historicus.

## Levensloop
Justin Taylor trad in 1963 toe tot de congregatie van de maristen en werd in 1966 tot priester gewijd. Hij vatte studies geschiedenis aan in Cambridge University en promoveerde tot doctor in 1972. 
Nadat hij enkele jaren doceerde in het seminarie van de maristen in Nieuw-Zeeland, ging hij opnieuw studeren, ditmaal aan de École biblique et archéologique française in Jeruzalem. Van 1988 tot 2011 doceerde hij zelf aan deze school (vakken: Nieuw Testament - Oorsprong van het christendom). Van 2007 tot 2010 was hij er vicedecaan. Van 2006 tot 2011 was hij ook covoorzitter van het onderzoeksseminarie aangaande het Nieuw Testament in de Hebrew University in Jeruzalem. 
- In 2006 werd hij bevorderd tot 'Doctor of Divinity' aan de universiteit van Cambridge.
- In 2011 ontving hij een eredoctoraat in theologie aan de Pauselijke Universiteit van Sint-Thomas (het Angelicum in Rome).

Hij schreef heel wat boeken en talrijke artikels over zijn gespecialiseerde studieonderwerpen.
Eenmaal emeritus, doceerde hij nog verder in het Good Shepherd College, de Nationale Katholieke Theologische Universiteit in Newton, Auckland, Nieuw-Zeeland.

## Publicaties
- Introducing the Bible, Auckland, 1981.
- Alive in the Spirit, Auckland, 1984.
- As It Was Written. An Introduction to the Bible, New Jersey, 1987.
- Les Actes des deux apôtres, tome V. Commentaire historique, Parijs, Études Bibliques, 1994.
- Les Actes des deux apôtres, tome VI. Commentaire historique, Parijs, Études Bibliques, 1996.
- The Origins of Christianity: An Exploration, Collegeville, Minn., 1998.
- D'où vient le christianisme?
- Les Actes des deux Apôtres, tome IV. Commentaire historique, Parijs, Études Bibliques, 2000.
- Flavius-Josèphe: l'homme et l'historien, 2000.
- Where Did Christianity Come From?, Collegeville, Minn., 2001.
- Le Judéo-christianisme dans tous ses états, 2001.
- L'Autorité de l'écriture, 2002.
- Essai sur l'origine du christianisme, 2002.
- Pythagoreans and Essenes: Structural Parallels, Parijs-Leuven, Collection de la Revue des Études juives, 2004.
- La Bible en ses traditions. Définitions suivies de douze études; The Bible in Its Traditions: Definitions Followed by Two Studies, Jeruzalem, École Biblique, 2010.
- Paul’s Jewish Matrix (collective volume, co-editor and contributor), Bible in Dialogue, Rome and Mahwah, New Jersey, 2011.
- The Treatment of Reality in the Gospels: Five Studies, Pendé, Frankrijk, Cahiers de la Revue biblique, 2011.

In 2012 kreeg hij de opdracht vanwege zijn congregatie om de biografie te schrijven van Jean-Claude Colin (1790-1875), de stichter van de congregatie van de maristen.
Father Justin Taylor is niet te verwarren met zijn Nieuw-Zeelandse naamgenoot, die romanschrijver is en in New York woont, noch met zijn Amerikaanse naamgenoot, die Bijbelstudies publiceert.